# Volakas, Grecia
Volakas  este un oraș în Grecia în prefectura Elida.